# Power-Packer
Power-Packer is een onafhankelijke dochtermaatschappij van de Amerikaanse beursgenoteerde multinational Actuant Corporation. De hoofdvestiging is in Oldenzaal (Nederland). Power-Packer ontwikkelt en produceert hydraulische aandrijfsystemen voor de auto-industrie, vrachtwagenindustrie, scheepvaartindustrie, landbouw en de medische markt. Het bedrijf produceert motion-controlsystemen voor klanten over de hele wereld, zoals OEM's en Tier 1's.
Het bedrijf werd in 1970 opgericht. In 2000 werd het overgenomen door Actuant. Power-Packer heeft vestigingen in Nederland, Duitsland, Frankrijk, Spanje, Turkije, India, Brazilië, Mexico en de Verenigde Staten en heeft meer dan 1100 werknemers in dienst.

## Markten
Power-Packer is een producent van motion-controlsystemen voor verscheidene markten en toepassingen. Power-Packer richt zich voornamelijk op de volgende industrieën:

- Auto-industrie: aandrijfsystemen voor cabrioletdaken en kofferdeksels
- Vrachtwagen: cabinekantelsystemen, grendels, stabilisatiepoten en pneumatisch aangedreven steunpoten voor opleggers
- Medisch: verstelsystemen voor bedden, stretchers, patiëntliften en operatietafels
- Camper: dakverhogingsystemen, steunpoten, treden en plateaus, uitschuifsystemen
- Maritiem: openen, sluiten en vergrendelen van scheepswand (of: shell) deuren, schuifdeuren, stuursystemen, tilt- en trimsystemen, aandrijving van cabrioletdaken en aandrijving van vlinderkleppen
- Agrarisch: aandrijfsystemen voor omkeerbare ploegen

## Belangrijke mijlpalen uit de historie van het bedrijf
- 1970: Oprichting Power-Packer Europa B.V.
- 1973: Ontwikkeling cabinekantelsystemen voor vrachtwagens
- 1981: Power-Packer vindt Regenerative Hydraulic Lost Motion uit
- 1988: Start productie dubbele-cilinder systeem
- 1989: Opening fabriek in Korea
- 1999: Aankoop fabriek in Turkije
- 2000: Opening fabriek in Brazilië
- 2000: Power-Packer wordt onderdeel Actuant Group
- 2002: Start Hycab productie
- 2003: Start Conventional Hydraulic Lost Motion productie
- 2004: Opening fabriek in China
- 2004: Aankoop Yvel, Frankrijk
- 2006: Introductie van de Quick Generator
- 2009: Hoge Temperaturen ontwikkeling
- 2010: Ontwikkeling van crash cab tilt cilinder
- 2014: Opening nieuwe fabriek in Turkije